# Gentio do Ouro
Gentio do Ouro é um município brasileiro do estado da Bahia. Sua população estimada em 2010 era de 10.720 habitantes.

## História

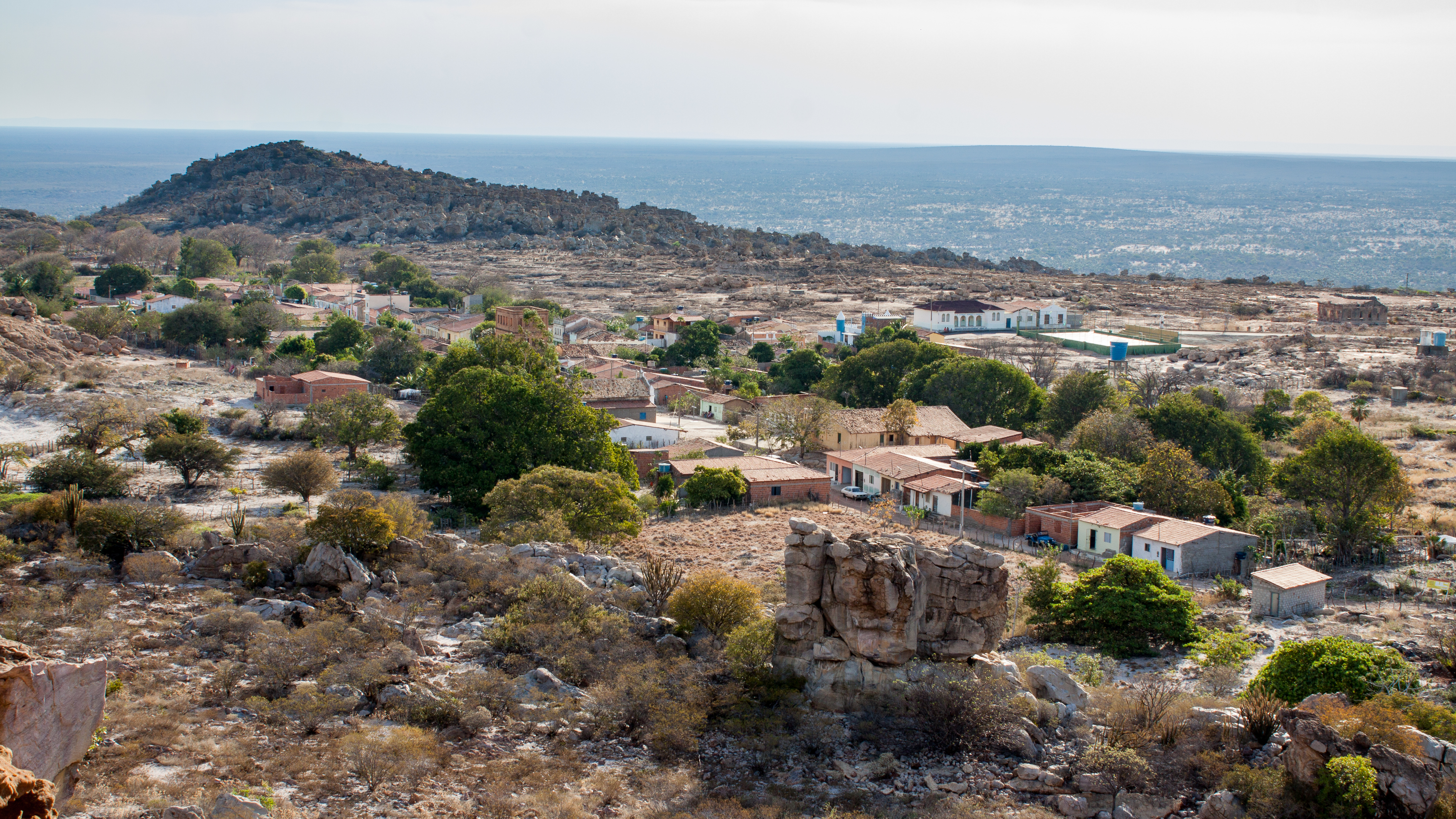
Vista de toda a vila de Santo Inácio, a antiga sede

Município criado, com nome de Gameleira e território desmembrado do município de Xique-Xique, pelo Ato Estadual de 9 de julho de 1890, sendo instalado em 9 de dezembro de 1890. Pela Lei Estadual nº 2.017. de 2 de agosto de 1927, o município recebeu o nome de Assuruá. Foi extinto pelos Decretos Estaduais nº 7.455, de 23 de junho de 1931 e nº 7.479, de 8 de julho de 1931 e reanexado seu território ao município de Xique-Xique e Criaram na Vila de Assuruá uma Sub Prefeitura. O município foi restaurado, com território desmembrado do município de Xique-Xique e sede em Santo Inácio, pelo Decreto Estadual nº 8.546, de 15 de julho de 1933, sendo reinstalado em 9 de agosto de 1933. Recebeu o nome de Santo Inácio do Assuruá pelo Decreto Lei Estadual nº 10.724, de 30 de março de 1938, e o de Santo Inácio pelo Decreto Estadual nº 11.089, de 30 de novembro de 1938. Sua sede foi mudada para a Vila de Gentio do Ouro pela Lei Estadual nº 628, de 30 de dezembro de 1953, recebendo o município essa denominação.[carece de fontes?]

## Organização político-administrativa
O Município de Gentio do Ouro possui uma estrutura político-administrativa composta pelo Poder Executivo, chefiado por um Prefeito eleito por sufrágio universal, o qual é auxiliado diretamente por secretários municipais nomeados por ele, e pelo Poder Legislativo, institucionalizado pela Câmara Municipal de Gentio do Ouro, órgão colegiado de representação dos munícipes que é composto por vereadores também eleitos por sufrágio universal.

### Atuais autoridades municipais de Gentio do Ouro
- Prefeito: Robério Gomes Cunha - PDT (2021/-)[6]
- Vice-prefeito: Alfredo Franca Neto - PC do B (2021/-)[6]
- Presidente da Câmara: Gilliard Henrique A. de Queiroz - PDT (2021/-)[6]

### Subdivisão administrativa
O município de Gentio do Ouro possui os seguintes distritos:
- Gentio do Ouro (47450-000)
- Pituba (47455-000)
- Itajubaquara (47460-000)
- Gameleira do Assuruá (47470-000)
- Ibitunane (47480-000)
- Santo Inácio (47490-000)

## Economia
Na pecuária destacam-se os rebanhos de equinos, bovinos, ovinos, caprinos, suínos e asininos. Conforme registro da JUCEB, possui 05 indústrias, 140º lugar na posição geral do Estado da Bahia, e 47 estabelecimentos comerciais, 266º posição dentre os municípios baianos. No setor de bens minerais, é produtor de ouro, seu parque hoteleiro registra 60 leitos. No ano de 2001 o município registrou 2.227 consumidores de energia elétrica com um consumo de 1.545 Mw/h.[carece de fontes?]